# Kabinett Selmer
Das Kabinett Selmer bildete vom 1. bis zum 25. Januar 1908 die von Großherzog Adolf Friedrich V. nach dem Ausscheiden von Staatsminister Friedrich von Dewitz kommissarisch eingesetzte Landesregierung von Mecklenburg-Strelitz.
| Amt                               | Name                                                                                   |
| Staatsminister (geschäftsführend) | Martin Selmer                                                                          |
| Staatsräte                        | Ernst Friedrich Heinrich von Blücher Hippolyt Friedrich August von Bülow Harry Ludewig |